# Ohrazenice (Liberec)
Ohrazenice é uma comuna checa localizada na região de Liberec, distrito de Semily.